# Шмелевидные слепни

Шмелевидные слепни (лат. Therioplectes) — род слепней подсемейства Tabaninae.

## Внешнее строение
Крупные мухи, длиной от 19 до 26 мм, похожие на шмелей. Глаза чёрные или синие, без полосок и в очень длинных густых волосках. У самок глазковый бугорок не выражен, у самцов он находится ниже уровня глаз и покрыт волосками. Голени средних задних ног утолщены в длинных волосках. Средняя часть крыльев буровато затемнённая.
Личинки белой или желтоватой окраски, достигающие длины 50 мм, ширина 5,5—6 мм, масса до 1,5 г. Жвалы серповидные. От близких родов отличаются отсутствием гофрировки на брюшной и спинной сторонах всех сегментов.

## Биология
Личинки хищники и сапрофаги, развиваются в богатой гумусом заболоченной почве около горных ручьёв и рек.

## Классификация
В мировой фауне семь видов.
- Therioplectes albicauda (Olsufjev, 1937)
- Therioplectes carabaghensis (Portschinsky, 1877)
- Therioplectes gigas (Herbst, 1787)
- Therioplectes griseus (Enderlein, 1925)
- Therioplectes kuehlhorni Moucha & Chvala, 1964
- Therioplectes tricolor Zeller, 1842
- Therioplectes tunicatus (Szilády, 1927)

Три вида, которые были описаны первоначально в составе рода Tabanus (Tabanus canofasciatus, Tabanus ruwenzorii, Tabanus zumpti) относили к Therioplectes, но последующий анализ показал, что они должны быть помещены в Hybomitra или выделены в самостоятельный род.

## Распространение
Представители рода встречаются в Палеарктике, преимущественно в Средиземноморье. Восточная граница ареала проходит по горам Туркмении.